# Тулиарская и Южно-Мадагаскарская епархия
Тулиарская и Южно-Мадагаскарская епархия епархия Александрийской Православной Церкви на территории юга Республики Мадагаскар с кафедрой в городе Тулиара. Юрисдикция митрополии распространяется на территорию Южного Мадагаскара.
Образована решением Священного Синода Александрийского Патриархата 26 ноября 2018 года.
- Епархиальное управление: Мадагаскар, г. Тулиара;
- Каноническая территория: Южный Мадагаскар.

Правящий архиерей: Епископ Продром (Кацулис). 26 ноября 2018 года решением Священного Синода Александрийской Православной Церкви был избран епископом Тулиары и Южного Мадагаскара, 13 января 2019 года в Каирском Никольском храме был хиротонисан в епископа Тулиарского.